# Trichoferus samai
Trichoferus samai là một loài bọ cánh cứng trong họ Cerambycidae.